# Psychoglypha avigo
Psychoglypha avigo là một loài Trichoptera trong họ Limnephilidae. Chúng phân bố ở miền Tân bắc.